# David Tecchler

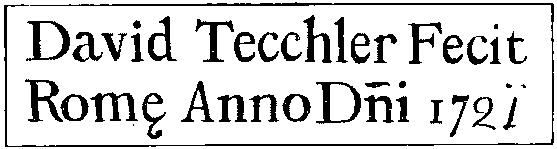
Geigenzettel David Tecchler, 1721

David Tecchler (* um 1666 in Lechbruck am See; † 1747 in Rom) war ein deutscher Geigenbaumeister des Barock. Tecchler war der bedeutendste römische Meister seiner Zeit. Besonders berühmt und gefragt sind seine Celli und Kontrabässe.

## Leben und Bedeutung
Tecchler wurde 1666 in Lechbruck am See geboren und ging im Alter von etwa 25 bis 30 Jahren nach Rom. Er baute meist Instrumente im deutschen und italienischen  Stil. Bereits zu Lebzeiten zählten seine Instrumente zu den besten ihrer Zeit. 
Heute werden seine Instrumente von vielen Spitzenmusikern gespielt. Dazu zähl(t)en Benyamin Sönmez, Robert Cohen, Denis Brott, Jakob Kullberg, Yehuda Hanani und einige weitere.
Das Metropolitan Museum of Art in New York beherbergt in seiner Sammlung eine äußerst seltene Erzlaute von Tecchler.

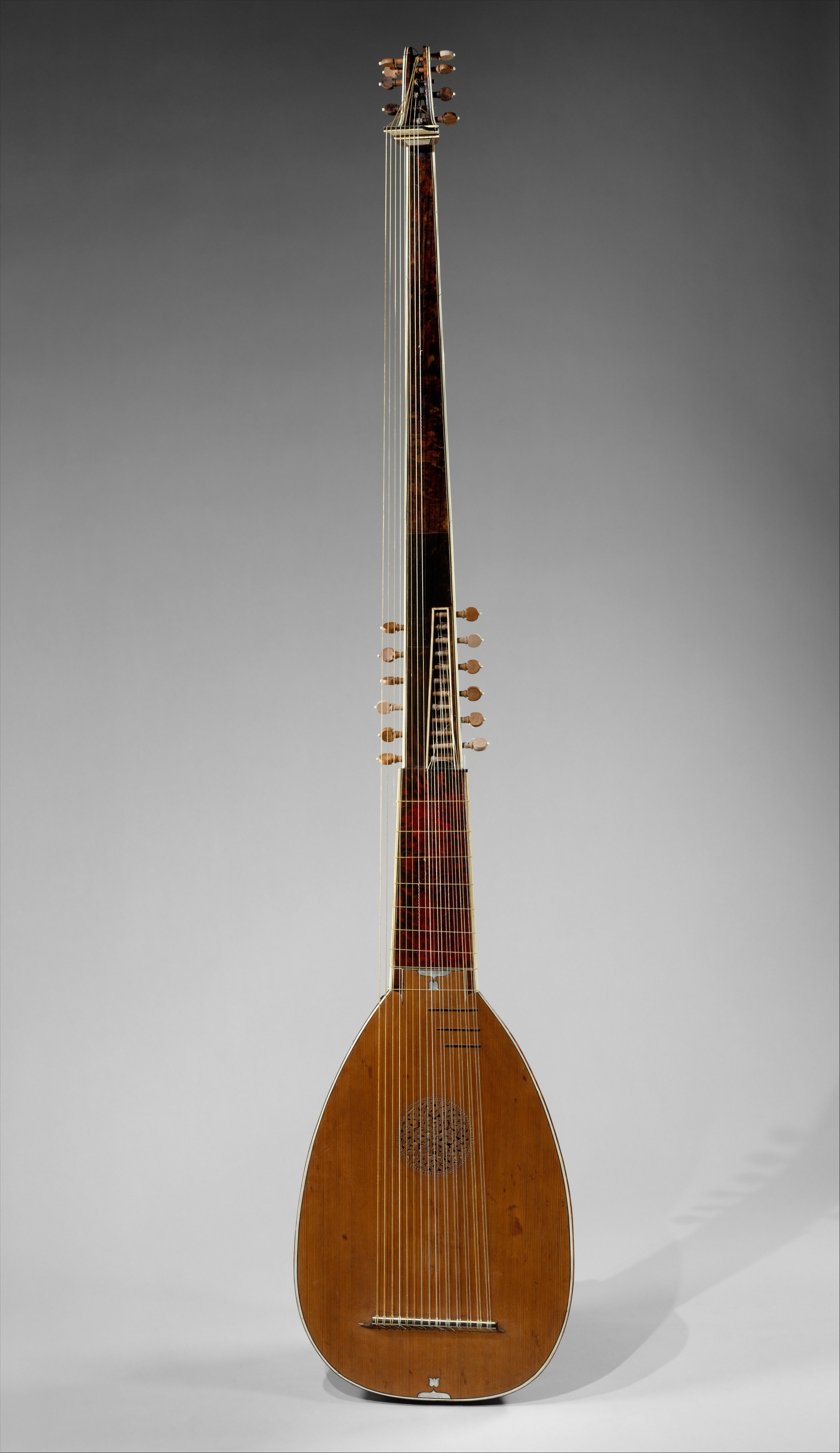
Erzlaute, David Tecchler, ca. 1725